# Heliogomphus drescheri
Heliogomphus drescheri är en trollsländeart som beskrevs av Maurits Anne Lieftinck 1929. Heliogomphus drescheri ingår i släktet Heliogomphus och familjen flodtrollsländor. Inga underarter finns listade i Catalogue of Life.